# 斉藤紀江
斉藤 紀江（さいとう のりえ、1978年10月24日 - ）は、茨城県出身の日本の柔道家及びレスリング選手。身長172cm。柔道時代は70kg級と72kg級の選手。レスリング時代は67kg級と72kg級の選手。

## 経歴
柔道の他にレスリングにも取り組むと、土浦日大高校2年の時には全日本選手権の70kg級に出場して、決勝で浜口京子にフォール勝ちを収めて優勝を飾った。柔道では高校選手権72kg級の3回戦で九州学院高校2年の松崎みずほに敗れた。3年の時には金鷲旗の準決勝で福岡工大附属高校と対戦すると、延長戦で61kg級の日下部基栄に技ありで敗れて3位にとどまった。インターハイ団体戦では決勝で一本勝ちするなど、高校生でアトランタオリンピック66kg級代表に選ばれた同級生の一見理沙とともに活躍してチームの優勝に貢献した。一方、レスリングの全日本選手権では決勝で浜口にフォール負けを喫して2連覇はならなかった。1997年には帝京大学へ進学すると、3年の時には優勝大会で3位となった。4年の時には優勝大会の決勝で東海大学に敗れて2位だった。正力杯の70kg級では3位に入った。レスリングの全日本選手権では68kg級で2位となった。
2001年に大学を卒業するとレスリングに専念することとなり、所属もジャパンビバレッジになった。全日本選手権の68kg級で優勝して世界選手権に出場するが12位に終わった。2002年には全日本選手権の67kg級とクイーンズカップに優勝すると、世界選手権では7位になった。2003年からアジア選手権では2連覇を達成した。さらにクイーンズカップで優勝すると、世界選手権では5位、東京で開催されたワールドカップでは2位になった。一方、アテネオリンピックから女子レスリングが正式種目になったために、オリンピック実施階級である72kg級でオリンピック代表の座を狙ったものの、会社の同僚でもある世界チャンピオンの浜口に2003年の全日本選手権と2004年のクイーンズカップの決勝で連敗して代表にはなれなかった。その後階級を元の67kg級に戻すと、2004年の全日本選手権で4度目の優勝を飾った。全日本社会人選手権では72kg級で2連覇を果たした。

## 主な戦績
柔道での戦績
- 1996年 - 金鷲旗 3位
- 1996年 - インターハイ 団体戦 優勝
- 1999年 - 優勝大会 3位
- 2000年 - 優勝大会 2位
- 2000年 - 正力杯 70kg級 3位

(出典)。
レスリングでの戦績
- 1995年 - 全日本選手権 70kg級 優勝
- 1996年 - 全日本選手権 70kg級 2位
- 2000年 - 全日本選手権 68kg級 2位
- 2001年 - 全日本選手権 68kg級 優勝

67kg級での戦績
- 2001年 - アジア選手権 5位
- 2002年 - クイーンズカップ 優勝
- 2002年 - 全日本選手権 優勝
- 2002年 - 世界選手権 7位
- 2003年 - ヤリギン国際大会 2位
- 2003年 - ポーランドオープン 2位
- 2003年 - アジア選手権 優勝
- 2003年 - クイーンズカップ 優勝
- 2003年 - 全日本選手権 72kg級 2位
- 2003年 - 世界選手権 5位
- 2003年 - ワールドカップ 2位
- 2004年 - クイーンズカップ 72kg級 2位
- 2004年 - 全日本社会人選手権 72kg級 優勝
- 2004年 - アジア選手権 優勝
- 2004年 - 全日本選手権 優勝
- 2005年 - クイーンズカップ 2位
- 2005年 - 全日本社会人選手権 72kg級 優勝

(出典)。